# Sun Xiao
Sun Xiao (chiń. 孙晓; ur. 29 lutego 1996) – chiński zapaśnik walczący w stylu wolnym. Zajął szesnaste miejsce na mistrzostwach świata w 2023 roku. 
Dziewiąty na igrzyskach azjatyckich w 2022. Brązowy medalista mistrzostw Azji w 2019 roku.